# Lijst van voetbalinterlands Bahrein - Singapore
Deze lijst van voetbalinterlands is een overzicht van alle officiële voetbalinterlands tussen de nationale teams van Bahrein en Singapore. De landen hebben tot nu toe acht keer tegen elkaar gespeeld, te beginnen met een kwalificatiewedstrijd voor het Wereldkampioenschap voetbal 2002 op 9 februari 2001 in Singapore. Het laatste duel, een kwalificatiewedstrijd voor de Azië Cup 2019, vond plaats in Singapore op 14 november 2017.

## Wedstrijden
| № | Plaats    | Datum            | Competitie                 | Wedstrijd           | Uitslag |
| - | --------- | ---------------- | -------------------------- | ------------------- | ------- |
| 1 | Singapore | 9 februari 2001  | WK 2002 kwalificatie       | Singapore − Bahrein | 1 − 2   |
| 2 | Koeweit   | 24 februari 2001 | WK 2002 kwalificatie       | Bahrein − Singapore | 2 − 0   |
| 3 | Riffa     | 4 oktober 2007   | Vriendschappelijk          | Bahrein − Singapore | 3 − 1   |
| 4 | Singapore | 28 mei 2008      | Vriendschappelijk          | Singapore − Bahrein | 0 − 1   |
| 5 | Riffa     | 7 november 2014  | Vriendschappelijk          | Bahrein − Singapore | 2 − 0   |
| 6 | Riffa     | 1 september 2016 | Vriendschappelijk          | Bahrein − Singapore | 3 − 1   |
| 7 | Riffa     | 28 maart 2017    | Azië Cup 2019 kwalificatie | Bahrein − Singapore | 0 − 0   |
| 8 | Singapore | 14 november 2017 | Azië Cup 2019 kwalificatie | Singapore − Bahrein | 0 − 3   |

## Samenvatting
| Competitie            | Totaal gespeeld | Winst Bahrein | Gelijk | Winst Singapore | Doelsaldo Bahrein – Singapore |
| --------------------- | --------------- | ------------- | ------ | --------------- | ----------------------------- |
| WK-kwalificatie       | 2               | 2             | 0      | 0               | 4 − 1                         |
| Azië Cup-kwalificatie | 2               | 1             | 1      | 0               | 3 − 0                         |
| Vriendschappelijk     | 4               | 4             | 0      | 0               | 9 − 2                         |
| Totaal                | 8               | 7             | 1      | 0               | 16 − 3                        |

Wedstrijden bepaald door strafschoppen worden, in lijn met de FIFA, als een gelijkspel gerekend.

## Details

### Derde ontmoeting
| Vriendschappelijk (Riffa, Bahrein, 4 oktober 2007):                  |       |                  |
| Bahrein                                                              | 3 – 1 | Singapore        |
| Jaycee John Akwani 39' Jaycee John Akwani 60' Jaycee John Akwani 77' | goals | 90+2' Agu Casmir |

BFA · A-internationals · Bondscoaches · Statistieken · Bahreins vrouwenelftal · Bahrein U21 · Bahrein U20 · Bahrein U19 · Bahrein U18 · Bahrein U17
1966 – 1979 · 
1980 – 1989 · 
1990 – 1999 · 
2000 – 2009 · 
2010 – 2019 ·
2020 − 2029
Asian Cup 2004 · 
Asian Cup 2007 · 
Asian Cup 2011
1966 · 
1967 · 1968 · 1969 · 
1970 · 
1971 · 
1972 · 
1973 · 
1974 · 
1975 · 
1976 · 
1977 · 
1978 · 
1979 · 
1980 · 
1981 · 
1982 · 
1983 · 
1984 · 
1985 · 
1986 · 
1987 · 
1988 · 
1989 · 
1990 · 
1991 · 
1992 · 
1993 · 
1994 · 
1995 · 
1996 · 
1997 · 
1998 · 
1999 · 
2000 · 
2001 · 
2002 · 
2003 · 
2004 · 
2005 · 
2006 · 
2007 · 
2008 · 
2009 · 
2010 · 
2011 · 
2012 ·
2013 ·
2014 ·
2015 ·
2016 ·
2017 ·
2018 ·
2019 ·
2020 ·
2021 ·
2022 ·
2023 ·
2024
Albanië ·
Algerije ·
Angola ·
Australië ·
Azerbeidzjan ·
Bangladesh ·
Bosnië en Herzegovina ·
Bukina Faso ·
Burundi ·
Cambodja ·
Canada ·
China ·
Colombia ·
Congo-Kinshasa ·
Curaçao ·
Egypte ·
Filipijnen ·
Finland ·
Guinee ·
Haïti ·
Hongkong ·
IJsland ·
India ·
Indonesië ·
Irak ·
Iran ·
Japan ·
Jemen ·
Jordanië ·
Kaapverdië ·
Kazachstan ·
Kenia ·
Kirgizië ·
Koeweit ·
Letland ·
Libanon ·
Libië ·
Malediven ·
Maleisië ·
Marokko ·
Mauritanië ·
Myanmar ·
Nepal ·
Nieuw-Zeeland ·
Noord-Korea ·
Noord-Macedonië ·
Noorwegen ·
Oeganda ·
Oekraïne ·
Oezbekistan ·
Oman ·
Pakistan ·
Palestina ·
Panama ·
Paraguay ·
Qatar ·
Saoedi-Arabië ·
Servië ·
Singapore ·
Soedan ·
Sri Lanka ·
Syrië ·
Tadzjikistan ·
Taiwan ·
Thailand ·
Togo ·
Trinidad en Tobago ·
Tsjaad ·
Tunesië ·
Turkmenistan ·
Verenigde Arabische Emiraten ·
Vietnam ·
Wit-Rusland ·
Zimbabwe ·
Zuid-Jemen ·
Zuid-Korea ·
Zweden
FAS · 
Lijst van A-internationals · 
Singaporees vrouwenelftal
1960 – 1969 ·
1970 – 1979 ·
1980 – 1989 ·
1990 – 1999 ·
2000 – 2009 ·
2010 – 2019
Afghanistan ·
Argentinië ·
Australië · 
Azerbeidzjan · 
Bahrein · 
Bangladesh · 
Brunei · 
Cambodja · 
Canada · 
China · 
Denemarken · 
Fiji ·
Filipijnen · 
Finland · 
Ghana · 
Guam ·
Hongkong · 
India · 
Indonesië · 
Irak · 
Iran · 
Israël · 
Japan · 
Jemen ·
Jordanië · 
Kazachstan · 
Kirgizië · 
Koeweit · 
Laos · 
Libanon · 
Macau · 
Malediven · 
Maleisië · 
Mauritius ·
Mongolië · 
Myanmar · 
Nepal · 
Nieuw-Zeeland · 
Noord-Korea · 
Noorwegen · 
Oezbekistan · 
Oman · 
Oost-Timor · 
Pakistan · 
Palestina · 
Papoea-Nieuw-Guinea ·
Polen · 
Qatar ·
Salomonseilanden · 
Saoedi-Arabië · 
Sri Lanka · 
Syrië · 
Tadzjikistan · 
Taiwan · 
Thailand · 
Turkmenistan · 
Uruguay · 
Verenigde Arabische Emiraten · 
Vietnam · 
Zuid-Korea · 
Zuid-Vietnam · 
Zweden